# بوينا فيستا (مقاطعة ريتشلاند)
بوينا فيستا، مقاطعة ريتشلاند (بالإنجليزية: Buena Vista, Richland County, Wisconsin)‏ هي بلدة تقع بولاية ويسكونسن في الولايات المتحدة. تبلغ مساحتها 108.8 (كم²)، وترتفع عن سطح البحر 246 م، بلغ عدد سكانها 1575 نسمة في عام 2000 حسب إحصاء مكتب تعداد الولايات المتحدة وتصل الكثافة السكانية فيها 14.8 نسمة/كم2.

## وصلات خارجية
- The US50 - Cities and Towns in Wisconsin State
- Wisconsin Cities and Towns, Facts, Map, Flag, Colleges, Government, and More